# Hoceinia
Hoceinia (em árabe: حسينية) é uma cidade localizada na província de Aïn Defla, no norte da Argélia. Sua população era de 7 799 habitantes, em 2008. Está situada perto da Estrada Nacional N 14. Faz fronteira com o município de Boumedfaa, Djendel, Ain-Torki e Ain Al-Banyan.